# Oreomunnea
Oreomunnea es un género de árboles perteneciente a la familia Juglandaceae. Es nativa del sur de México y América Central, donde se encuentran en las selvas de montaña.

## Descripción
Son grandes árboles que alcanzan los 35 m de altura, con hojas pinnadas con cuatro hasta ocho foliolos;  las hojas están dispuestas en pares opuestos. El fruto es una pequeña nuez con alrededor de 1 cm de diámetro, con un ala tri lobulada.

## Especies
- Oreomunnea mexicana (Standl.) J.-F.Leroy
- Oreomunnea pterocarpa Oerst.